# Ga Akado-shōgakkōmae
Ga Akado-shōgakkōmae (赤土小学校前駅 Akado-shōgakkōmae-eki, lit. ""ga trước trường tiểu học Akado") là một ga đường sắt nằm ở Arakawa, Tokyo, Nhật Bản.